# Los Cuatro Generales
Los Cuatro Generales ( o Los cuatro muleros) è una canzone popolare spagnola, raccolta da Federico García Lorca e inserita nella Colección de Canciones Populares Españolas (Raccolta di canzoni popolari spagnole) ed era stata eseguita da  La Argentinita e dal mezzosoprano Teresa Berganza. 
Catalogato nel database del Patrimonio culturale immateriale dell'Andalusia come canto delle mulattiere delle montagne, e quindi precedente all'emergere della copla andalusa, che si era sviluppata a partire dal 1920, sebbene strettamente associata alla raccolta di canti della Guerra Civile Spagnola, la sua melodia fu usata per cantare diverse coplas delle milizie durante la Battaglia di Madrid.

## Interpretazioni
Il ballerino Antonio Ruiz Soler fece una versione coreografica.